# 灰燕鸥
灰燕鸥（学名：Anous albivitta），是鸻形目鸥科的一种鸟类。

## 亚种
- Anous albivitta albivitta，分布在豪勋爵岛、诺福克岛、克马德克群岛和汤加。
- Anous albivitta skottsbergii，分布在亨德森岛、复活节岛和萨拉戈麦斯岛。
- Anous albivitta imitatrix，分布在德斯文图拉多斯群岛。[2]